# Lijst van voetbalinterlands Guyana - Kaaimaneilanden
Deze lijst van voetbalinterlands is een overzicht van alle officiële voetbalwedstrijden tussen de nationale teams van Guyana en de Kaaimaneilanden. De landen speelden tot op heden twee keer tegen elkaar. De eerste ontmoeting, een groepswedstrijd tijdens de Caribbean Cup 1991, werd gespeeld in Kingston op 28 mei 1991. Het laatste duel, een kwalificatiewedstrijd voor de Caribbean Cup 1993, vond plaats op 11 maart 1993 in Georgetown.

## Wedstrijden
| № | Plaats     | Datum         | Competitie                      | Wedstrijd                | Uitslag |
| - | ---------- | ------------- | ------------------------------- | ------------------------ | ------- |
| 1 | Kingston   | 28 mei 1991   | Caribbean Cup 1991              | Kaaimaneilanden − Guyana | 1 − 2   |
| 2 | Georgetown | 11 maart 1993 | Caribbean Cup 1993 kwalificatie | Guyana − Kaaimaneilanden | 3 − 2   |

## Samenvatting
| Competitie                 | Totaal gespeeld | Winst Guyana | Gelijk | Winst Kaaimaneil. | Doelsaldo Guyana – Kaaimaneil. |
| -------------------------- | --------------- | ------------ | ------ | ----------------- | ------------------------------ |
| Caribbean Cup              | 1               | 1            | 0      | 0                 | 2 − 1                          |
| Caribbean Cup-kwalificatie | 1               | 1            | 0      | 0                 | 3 − 2                          |
| Totaal                     | 2               | 2            | 0      | 0                 | 5 − 3                          |

GFF · A-internationals · Olympisch elftal · Guyaans vrouwenelftal
Amerikaanse Maagdeneilanden ·
Anguilla ·
Antigua en Barbuda ·
Aruba ·
Bahama's ·
Barbados ·
Belize ·
Bermuda ·
Bolivia ·
Cambodja ·
Costa Rica ·
Cuba ·
Dominica ·
Dominicaanse Republiek ·
El Salvador ·
Ethiopië · 
Grenada ·
Guatemala ·
Haïti ·
India ·
Indonesië ·
Jamaica ·
Kaaimaneilanden ·
Kaapverdië ·
Mexico ·
Montserrat ·
Nederlandse Antillen ·
Panama ·
Puerto Rico ·
Saint Kitts en Nevis ·
Saint Lucia ·
Saint Vincent en de Grenadines ·
Suriname ·
Trinidad en Tobago ·
Turks- en Caicoseilanden ·
Verenigde Staten
CIFA · A-internationals · Olympisch elftal · Kaaimaneilands vrouwenelftal
Amerikaanse Maagdeneilanden ·
Anguilla ·
Antigua en Barbuda ·
Aruba ·
Bahama's ·
Barbados ·
Belize ·
Bermuda ·
Britse Maagdeneilanden ·
Canada ·
Cuba ·
Dominicaanse Republiek ·
El Salvador · 
Grenada ·
Guyana ·
Haïti ·
Jamaica ·
Moldavië ·
Montserrat ·
Nederlandse Antillen ·
Nicaragua ·
Puerto Rico ·
Saint Kitts en Nevis ·
Saint Lucia ·
Saint Vincent en de Grenadines ·
Suriname ·
Trinidad en Tobago ·
Turks- en Caicoseilanden ·
Verenigde Staten